# Offentlig upphandling
Offentlig upphandling är en process för inköp av varor, tjänster med mera som görs av entiteter inom den offentliga sektorn och som regleras av speciella lagar och regler. Syftet med reglerna är att säkerställa att myndigheter behandlar alla som vill få affärskontrakt med offentlig sektor lika.
Regelverket för offentlig upphandling är i huvudsak likadant i hela EU/EES och bygger på EU-direktiv. Myndigheterna/enheterna skall enligt EU-reglerna vara sakliga och välja leverantör med hänsyn enbart till det som köps. Annan hänsyn, som lojalitet mot det egna landets leverantörer eller lojalitet mot tidigare leverantörer får inte förekomma. Valet av leverantör skall ske på affärsmässig grund och utvärderas enligt upphandlingslagarna. 

"En upphandlande myndighet ska tilldela den leverantör ett kontrakt vars anbud är det ekonomiskt mest fördelaktiga för myndigheten/enheten. 

Vilket anbud som är det ekonomiskt mest fördelaktiga anbudet ska utvärderas på någon av följande grunder: 

1. bästa förhållandet mellan pris och kvalitet,

2. kostnad, eller

3. pris."
I Sverige regleras myndigheternas upphandling av lagen om offentlig upphandling (LOU) (SFS (2016:1145)), lagen om upphandling inom försörjningssektorerna (LUF) (SFS (2016:1146)), lagen om upphandling av koncessioner (LUK) (SFS (2016:1147)) samt  lagen om upphandling inom försvars- och säkerhetsområdet (LUFS) (SFS (2011:1029)).

## Grundprinciper
Vid all offentlig upphandling måste fem grundläggande principer beaktas:
- Principen om likabehandling innebär att alla leverantörer ska ges så lika förutsättningar som möjligt. Alla måste till exempel få den information som är relevant för upphandlingen.

- Principen om icke-diskriminering innebär att upphandlande myndighet/enhet vid utformande av förfrågningsunderlag inte får införa krav som enbart svenska företag känner till eller kan utföra.

- Principen om transparens innebär att upphandlingsprocessen ska kännetecknas av öppenhet och förutsebarhet. För att anbudsgivarna ska ges samma förutsättningar för anbudsgivning måste förfrågningsunderlaget vara klart och tydligt och innehålla samtliga krav på det som ska upphandlas.

- Proportionalitetsprincipen innebär att upphandlande myndighet/enhet inte får ställa större krav på leverantören eller leveransen än vad som behövs och vad som får anses vara ändamålsenligt för den aktuella upphandlingen. Kraven måste alltså ha ett naturligt samband med och stå i proportion till det behov som ska täckas.

- Principen om ömsesidigt erkännande innebär bland annat att intyg, betyg och certifikat som utfärdats av behöriga myndigheter i något annat EU-medlemsland även måste godtas i Sverige. En upphandlande myndighet/enhet ska enligt denna princip godta varor och tjänster från ekonomiska aktörer under förutsättning att dessa godtas och säljs i annat EU-land.

De inköpare som beaktar principerna vid alla delar av upphandlingsprocessen gör en mer affärsmässig upphandling och minskar också risken för överprövning i domstol.
För att uppnå största möjliga konkurrens skall upphandlingen tillkännages genom upphandlingsannonsering, bland annat genom att publiceras i allmänt tillgänglig databas. Upphandlingar över tröskelvärdet skall annonseras i EU:s databas Simap/TED.

## Vem som upphandlar

### Upphandlande myndighet, upphandlande enhet

#### Upphandlande myndighet
Den som upphandlar kallas enligt LOU för upphandlande myndighet. I huvudsak är det också myndigheter som är upphandlande myndigheter.
Beslutande församlingar i kommuner och landsting, såsom kommunfullmäktige, räknas också som upphandlande myndighet. Även andra offentligt styrda organ räknas som upphandlande myndighet.
Sammanslutningar av en eller flera av de ovanstående organen är också upphandlande myndigheter.

##### Vad som är offentligt styrda organ
Med offentligt styrda organ avses sådana bolag, föreningar, delägarförvaltningar, särskilt bildade samfällighetsföreningar och stiftelser som tillgodoser behov i det allmännas intresse, under förutsättning att behovet inte är av industriell eller kommersiell karaktär.
Dessa organ skall också antingen vara sådana att de
1. till största delen är finansierade av staten, en kommun, ett landsting eller en upphandlande myndighet,
2. har en verksamhet som står under kontroll av staten, en kommun, ett landsting eller en upphandlande myndighet, eller
3. har en styrelse eller motsvarande ledningsorgan där mer än halva antalet ledamöter är utsedda av staten, en kommun, ett landsting eller en upphandlande myndighet.

#### Upphandlande enhet
Enligt lagen om upphandling inom områdena vatten, energi, transporter och posttjänster finns det också upphandlande myndigheter. Upphandlande myndigheter enligt denna lag definieras på ovan nämnda sätt, bortsett från att andra offentligt styrda organ inte räknas in i definitionen.
I denna lag talas vidare om upphandlande enhet, som är antingen en upphandlande myndighet eller vissa företag.
Företag är upphandlande enhet, när
1. en upphandlande myndighet kan utöva ett bestämmande inflytande över företaget, eller
2. företaget bedriver verksamhet som omfattas av lagens tillämpningsområde (d.v.s. vatten, energi, transporter och posttjänster) med stöd av en särskild rättighet eller ensamrätt.

##### Närmare om bestämmande inflytande
Ett bestämmande inflytande skall anses finnas om en upphandlande myndighet, direkt eller indirekt, i förhållande till ett företag innehar mer än hälften av andelarna i företaget eller kontrollerar majoriteten av röstetalet på grund av aktieägande eller motsvarande eller kan utse mer än halva antalet ledamöter i företagets styrelse eller motsvarande ledningsorgan.

##### Närmare om särskild rättighet eller ensamrätt
Med särskild rättighet eller ensamrätt avses en rättighet eller ensamrätt som har beviljats enligt lag eller annan författning, begränsar rätten att utöva viss verksamhet till ett eller flera företag, och väsentligt påverkar andra företags möjligheter att bedriva samma typ av verksamhet.
Med viss verksamhet i ovanstående stycke menas
- tillhandahållande eller drift av fasta publika nät i samband med produktion, transport eller distribution av gas, värme, el eller dricksvatten,
- leverans av gas, värme, el eller dricksvatten i sådana nät,
- tillhandahållande eller drift av publika nät i form av transporter med järnväg, automatiserade system, spårväg, tunnelbana, buss, trådbuss eller linbana,
- insamling, sortering, transport och överlämnande av postförsändelser, eller
- utnyttjande av ett geografiskt område i syfte att
  - prospektera eller utvinna olja, gas, kol eller andra fasta bränslen, eller
  - ge tillgång till flygplatser, hamnar eller andra terminaler för transporter i luften eller till havs eller på inre vattenvägar.

Det finns vissa undantag från vad som uppräknas här.

#### Tidigare definition
Enligt den tidigare gällande lagen (1992:1528) om offentlig upphandling kallades även upphandlande myndigheter för upphandlande enheter.

### Uppdelning och sammanslagning av upphandlingar
Offentlig upphandling ställer stora krav på form och innehåll i hela upphandlingsprocessen. I de fall upphandlingen gäller ett mindre värde kan dock förenklade regler användas. Reglerna om vilka organ som är upphandlande myndigheter eller upphandlande enheter ställer dock upp hinder emot att dela upp en stor upphandling på flera små, för att kunna dra nytta av dessa förenklade regler. En kommunal myndighet kan därför inte låta olika avdelningar som är underställda myndigheten utföra egna offentliga upphandlingar. Ett äldreboende som är underställt socialnämnden i en kommun kan inte upphandla på egen hand, utan måste låta nämnden göra det centralt.
Flera upphandlande myndigheter kan tillsammans göra en offentlig upphandling. Med tanke på hur pass komplexa stora offentliga upphandlingar kan vara, kan det finnas fördelar med sådan stordrift. En kommun kan ha ett enda upphandlingskontor som sköter upphandlingar för alla myndigheter i kommunen och gör dem gemensamt för flera myndigheter där så ter sig lämpligt. Det förekommer också att mindre kommuner har gemensamma upphandlingskontor. Nackdelen med riktigt stora upphandlingar är att små näringsidkare sällan har möjlighet att delta genom att lämna anbud. Det begränsar konkurrensen till färre och större näringsidkare och kan slå ut små, lokala näringsidkare.

### Kommunal myndighet, inte kommun, är minsta upphandlande myndighet
Den minsta enhet i en kommun som på egen hand får göra en upphandling är en kommunal myndighet, med andra ord det som lyder under en nämnd eller direkt under kommunstyrelsen.
Det finns en utbredd missuppfattning bland kommuner i Sverige att den minsta möjliga kommunala upphandlande myndigheten är kommunen som helhet. Denna missuppfattning fanns redan under den tidigare lagen om offentlig upphandling från 1992. Uppfattningen strider emellertid mot hur begreppet upphandlande myndighet definieras i upphandlingslagarna och mot hur det motsvarande begreppet upphandlande enhet definierades i den tidigare lagen. Det finns inte heller stöd för denna uppfattning i de EG-direktiv som ligger till grund för den svenska lagstiftningen.
Missuppfattningen synes ha sitt ursprung hos den numera nedlagda Nämnden för offentlig upphandling (NOU), som byggde sin argumentation för denna missuppfattning på att kommunala myndigheter inte var tillräckligt ekonomiskt självständiga. En sådan ekonomisk analys kan dock inte förändra rättsläget i förhållande till en tydlig definition i direktiv och lagtext.

## Vad som upphandlas
I huvudsak gäller LOU för offentlig upphandling av byggentreprenader, varor och tjänster samt av byggkoncessioner. Lagen gäller även när upphandlande myndigheter anordnar projekttävlingar.
De viktigaste områden där reglerna om offentlig upphandling inte gäller, är kontrakt som avser
1. förvärv av fastighet, arrenderätt, hyresrätt, bostadsrätt, tomträtt, servitutsrätt eller någon annan rättighet till fastighet, dock gäller lagen för upphandling av finansiella tjänster med anledning av kontrakt som avses i denna punkt,
2. skiljemanna- eller förlikningsuppdrag,
3. finansiella tjänster i samband med utfärdande, försäljning, förvärv eller överlåtelse av värdepapper eller andra finansiella instrument,
4. anställningar, eller
5. forsknings- och utvecklingstjänster, med undantag för sådana vilkas resultat endast tillkommer en upphandlande enhet i den egna verksamheten och betalas av den upphandlande enheten.

LOU gäller inte heller för anskaffning, utveckling, produktion eller samproduktion av programmaterial avsett för radio- och TV-program samt upphandling av sändningstid, ej heller för verksamhet som rör förvaltning av statsskulden eller som avser tjänster från en centralbank.
När det gäller upphandling inom områdena vatten, energi, transporter och posttjänster gäller dock den särskilda lagen om detta.

## Överklagande och andra rättsmedel

### Överklagande
En myndighets beslut om upphandling kan inte överklagas, men ett institut liknande överklagande kallas begäran om överprövning. Sådan begäran ställs till förvaltningsrätt.
Den leverantör som överväger att begära överprövning av ett upphandlingsbeslut skall göra det inom tio dagar från det att tilldelningsbeslut fattades eller den senare tidpunkt då upphandlingskontrakt tecknades.
Ansökan görs till förvaltningsrätten inom den domkrets där den upphandlande enheten har sitt säte. En ansökan om överprövning bör alltid följas av en begäran om ett interimistiskt beslut, d.v.s. att upphandlingen inte får avslutas innan domstolen fattat beslut. Utan begäran om interimistiskt beslut finns risken att den upphandlande enheten trots begäran om överprövning tecknar avtal och då kan domstolen intet göra.

### Skadestånd
Den som anser sig ha lidit ekonomisk skada på grund av resultatet av en offentlig upphandling kan föra talan om skadestånd mot den upphandlande myndigheten i tingsrätt.

### Offentliga upphandlingar och arbetslivskriminalitet
Ofta är vinner lägsta anbudet vid upphandlingar. I kombination med bristande kontroller från statliga myndigheters, kommuners och regioners sida har det öppnat upp för en ganska omfattande arbetslivskriminalitet i form av brott mot lagar och avtal och risk för osund konkurrens i samband med upphandlingar.